# گالری ویتوریو امانوئل

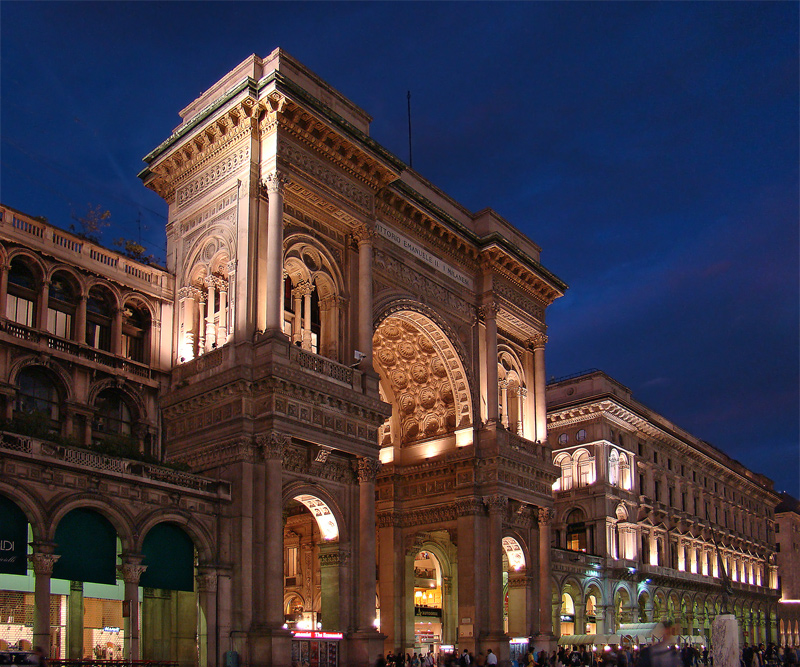
نمای ورودی گالری

گالری ویتوریو امانوئل (به ایتالیایی: Galleria Vittorio Emanuele II) نام بازاری است در بخش شمالی میدان دلدوئومو و یکی از مراکز مد در ایتالیا است. این بازار در بین مردم میلان به گالریا شهرت دارد.
نام این بازار به افتخار ویکتور امانوئل دوم نخستین پادشاه ایتالیای یکپارچه نام‌گذاری شده است. طراحی آن در سال ۱۸۶۱ به وسیلهٔ ژوزپه منگونی انجام شد و ساختمان بین سال‌های ۱۸۶۵ و ۱۸۷۷ ساخته شد. بازار به سبک نئوکلاسیک نزدیک به باروک ساخته شده است. سقف بازار از شیشه و چدن ساخته شده و کف آن را موزائیک‌های رنگی گوچک طراحی شده پوشانده است.
بازار میدان دلدوئومو را به تئاتر لا اسکالا وصل می‌کند. برای رسیدن به این بازار می‌بایستی از خط ۱ (قرمز) یا خط ۳ (زرد) مترو میلان در ایستگاه دوئومو استفاده کرد.

## نگارخانه

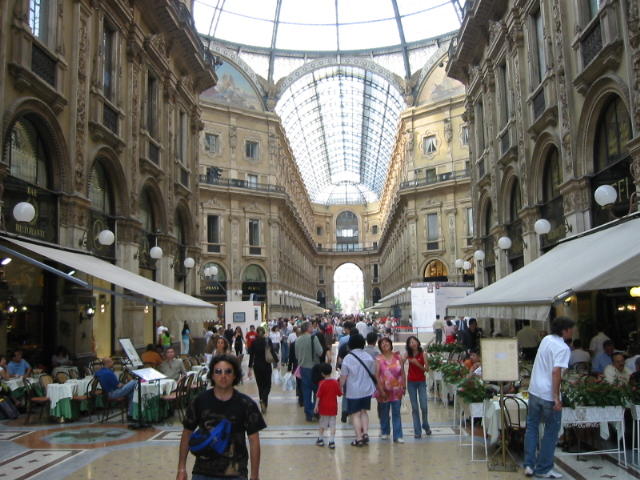
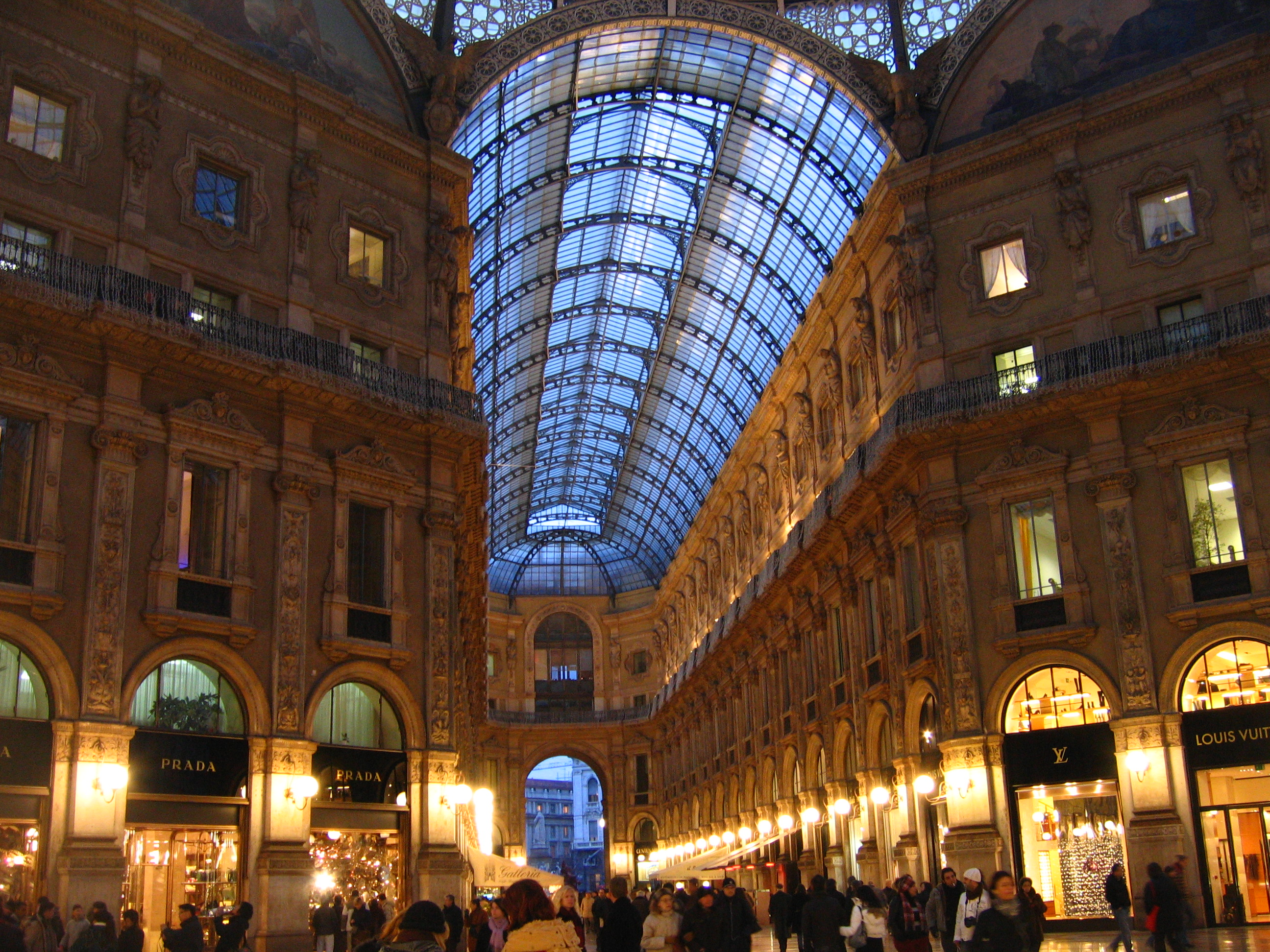
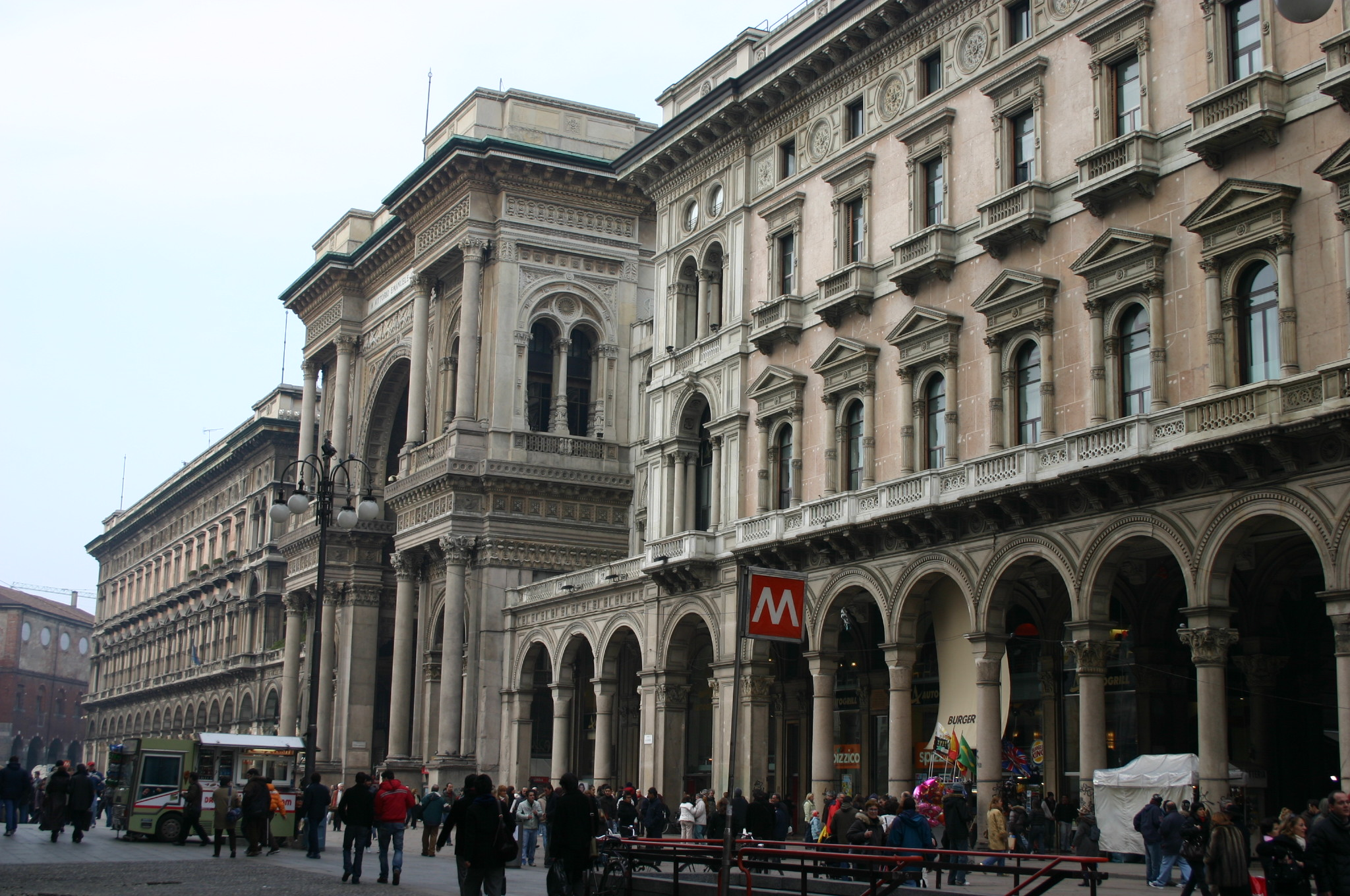
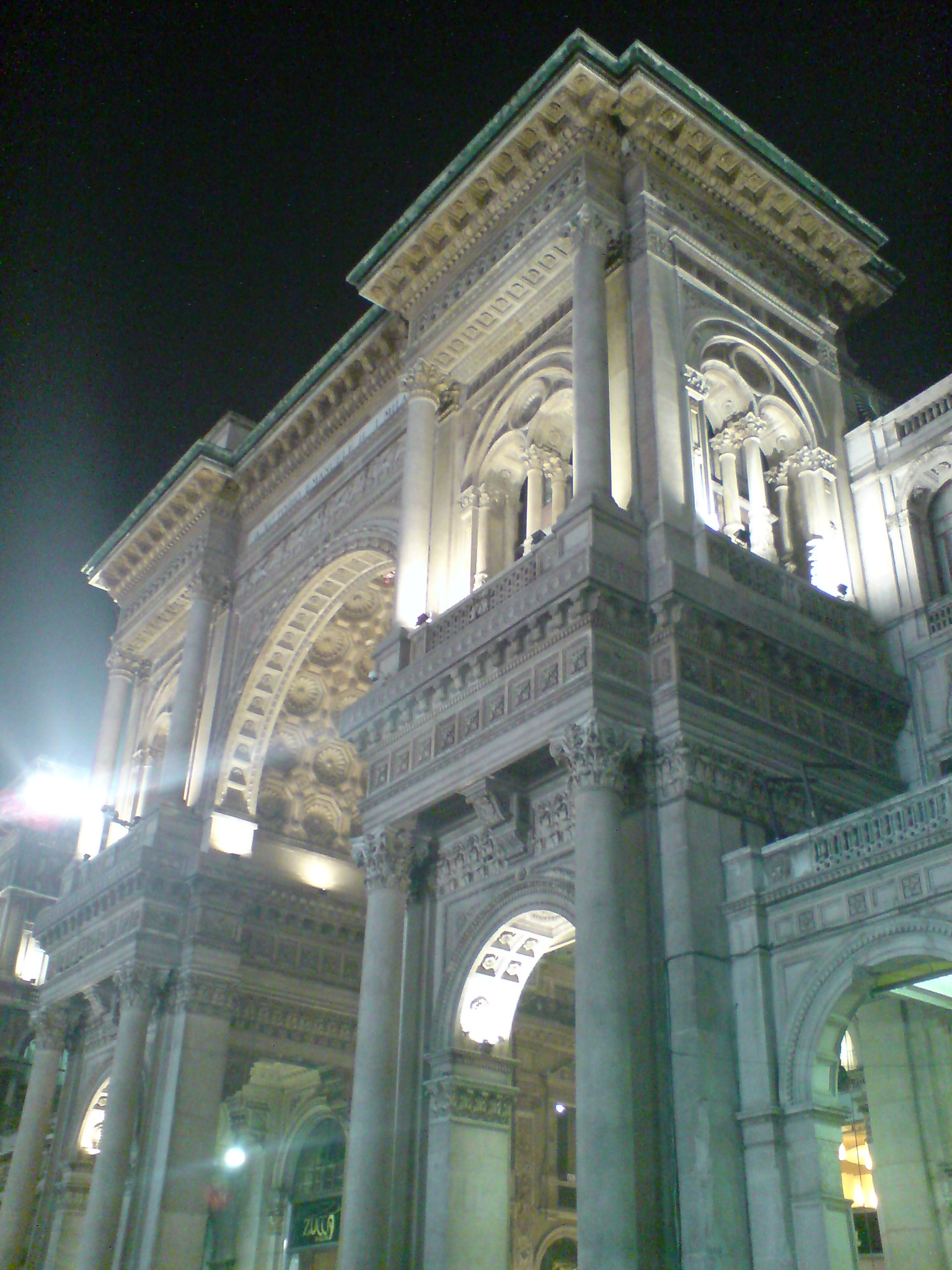